# Georgios Tentsos
Georgios Tentsos (Grieks: Γεώργιος Τέντσος) (Thessaloniki, 31 oktober 1983) is een Grieks voormalig wielrenner.

## Overwinningen
2000
 Grieks kampioen ploegenachtervolging, Junioren
 Grieks kampioen op de weg, Junioren
2001
 Grieks kampioen ploegenachtervolging, Junioren
 Grieks kampioen puntenkoers, Junioren
2005
1e etappe deel A Sacrifice Race
2006
4e etappe Ronde van Turkije
2007
 Grieks kampioen tijdrijden, Elite

## Ploegen
- 2006 –  PSK Whirlpool-Hradec Kralove
- 2007 –  PSK Whirlpool-Hradec Kralove